# Blaps wiedemanni
Blaps wiedemanni – gatunek chrząszcza z rodziny czarnuchowatych i podrodziny Tenebrioninae.
Gatunek ten został opisany w 1848 roku przez Antoine Joseph Jean Soliera. Klasyfikowany jest w grupie gatunków B. gigas. Badania przeprowadzone przez Condamine i współpracowników wykazały jego siostrzaną pozycję względem B. doderoi. Z analiz przeprowadzonych w 2013 roku wynika, że linie ewolucyjne tych gatunków rozeszły się w plejstocenie.
Mieszanina obronna wytwarzana przez tego pokątnika zawiera chinony: 1,4-benzochinon, 2-metylobenzochinon i 2-etylbenzochinon oraz mniejszą ilość odpowiednich wodorochinonów i glukozy.
Chrząszcz znany z Libii i Egiptu.